# Ixora harveyi
Ixora harveyi är en måreväxtart som först beskrevs av Asa Gray, och fick sitt nu gällande namn av Albert Charles Smith. Ixora harveyi ingår i släktet Ixora och familjen måreväxter. Inga underarter finns listade i Catalogue of Life.